# Sudatel
Sudatel (Sudanese Telecom Company; arabisch سوداتل, DMG Sūdātil) ist ein Telekommunikationsunternehmen und Internetprovider im Sudan. Das Unternehmen ist für den Aufbau und die Instandhaltung des sudanesischen Kommunikationsnetzes verantwortlich. Die Anteile gehören zu 60 Prozent der sudanesischen Regierung und zu 40 Prozent privaten Investoren. Sie werden an der Bahrain Stock Exchange gehandelt.

## Geschichte
Sudatel wurde nach der Privatisierung des sudanesischen Telekommunikationsgeschäfts 1993 gegründet. Man versprach sich dadurch eine bessere Entwicklung dieses wichtigen Sektors. Das Unternehmen nahm im Februar 1994 seine Arbeit auf.

## Projekte
Eine der Geschäftstätigkeiten ist der Aufbau von Glasfasernetzen zur Datenübertragung. Dies schließt insbesondere folgende Verbindungen ein:
- Sudan – Ägypten
- Sudan – Äthiopien
- Sudan – Südafrika. 
 Dabei handelt es sich um eine Verbindung durch ganz Ostafrika. Sie wird von Sudatel in Zusammenarbeit mit Alcatel gebaut und hat ein Budget von 250 Mio. US$.[2]
- Ein Kabel unter dem Roten Meer von Bur Sudan nach Dschidda in Saudi-Arabien. Dieses Projekt wurde 2003 mit den Firmen BT und Alcatel begonnen und im Dezember 2006 fertiggestellt.
- Distance Learning Project: Dabei sollen die Universitäten des Landes über ein HDSL-Netz mit abgelegenen Städten und Dörfern verbunden werden.

Sudatel ist außerdem als Mobilfunkanbieter in Mauretanien registriert. Für diese Lizenz bezahlte das Unternehmen 100 Mio. US$.

## Anteile
Sudatel hält Anteile an folgenden Unternehmen:
- Arab Cables – 40 %
- Thurya Mobile Phone Service
- Rascom
- Sudanet – 51 %
- Datanet – 99 %
- Bank Service
- Hawatif Corporation